# Epialtus productus
Epialtus productus är en kräftdjursart. Epialtus productus ingår i släktet Epialtus och familjen Epialtidae. Inga underarter finns listade i Catalogue of Life.